# فرودگاه محلی پوکاتلو
 فرودگاه محلی پوکاتلو (به انگلیسی: Pocatello Regional Airport) یک فرودگاه همگانی با کد یاتا PIH است که یک باند فرود آسفالت دارد و طول باند آن ۲۷۶۱ متر است. این فرودگاه در کشور کانادا قرار دارد و در ارتفاع ۱۳۵۷ متری از سطح دریا واقع شده است.

## شرکت‌های هواپیمایی و مقصدهای پروازی

### مسافری
| شرکت‌های هواپیمایی | مقصدهای پروازی |
| ----------------- | -------------- |
| دلتا کانکشن       | سالت‌لیک‌سیتی    |

### Statistics
| Carrier  | Passengers (arriving and departing) |
| -------- | ----------------------------------- |
| اسکای‌وست | ۶۵,۰۶۰(100%)                        |

| Rank | Airport     | Passengers | Airline          |
| ---- | ----------- | ---------- | ---------------- |
| 1    | سالت‌لیک‌سیتی | 33,000     | Delta Connection |